# جکی چیو
جکی چیو (انگلیسی: Jackie Chew; ۱۳ مهٔ ۱۹۲۰ – ۲۱ اکتبر ۲۰۰۲) بازیکن فوتبال اهل بریتانیا بود.
از باشگاه‌هایی که در آن بازی کرده‌است می‌توان به باشگاه فوتبال برنلی و باشگاه فوتبال برادفورد سیتی اشاره کرد.